# 싸우는 사자들
"싸우는 사자들"(Fighting Lions)은 한국에서 제작된 김묵 감독의 1962년 영화이다. 김석훈 등이 주연으로 출연하였고 최관두 등이 제작에 참여하였다.

## 출연

### 주연
- 김석훈
- 최지희
- 김동원

## 기타
- 조명: 윤창화
- 미술: 원제래